# Otto Goldmann (Jurist)
Otto Goldmann (* 10. Februar 1884 in Stuttgart; † 14. Januar 1947 im Speziallager Nr. 1 Mühlberg) war ein deutscher Jurist und Schriftsteller.

## Leben
Als Sohn von Karl Emil Goldmann, ein Nachkomme von Johannes Kepler, geboren, studierte Goldmann Rechtswissenschaften in Leipzig und Tübingen. Während seines Studiums wurde er 1902 Mitglied der Burschenschaft Dresdensia Leipzig. Im Wintersemester 1905/06 machte er sein Referendarexamen und war dann Referendar in Leipzig. 1909 wurde er in Leipzig zum Dr. iur. promoviert. Nach seinem Assessorexamen wurde er 1911 Gerichtsassessor in Leipzig-Connewitz.
1914 nahm er als Kriegsfreiwilliger am Ersten Weltkrieg teil. 1914 wurde er Leutnant der Reserve im XIX. Armeekorps, 23. Division Infanterie-Regiment Nr. 179, 9. Kompanie. Am 24. August 1914 wurde er in Hayes schwer am linken Bein verwundet und kam in ein Leipziger Lazarett. Noch 1914 wurde er zum Hauptmann befördert und kam nach Dienst im Ersatzbataillon Ende 1914 wieder in den Kriegseinsatz nach Frankreich bei Lille. 1915 wurde er beim Sturm auf Neuve-Chapelle erneut verwundet. 1915 bekam er eine Schrapnellkugel in die linke Schulter. Im Januar 1916 wurde er Staatsanwalt in Leipzig, blieb aber im Kampfeinsatz. Ab Mitte Juni war er schließlich in seiner Heimat in Ersatzbataillonen eingesetzt. 1918 wurde er Militärhilfsrichter im Döbelner Kriegsgericht, 1922/23 Landgerichtsrat in Leipzig, wo er auch als Untersuchungsrichter am Strafgericht wirkte.
Nachdem er der linksliberalen DDP und der nationalliberalen DVP angehört hatte, wurde er kein Mitglied der NSDAP. Er gehörte dem Reichsluftschutzbund an, dem Reichsbund der Deutschen Beamten, dem Volksbund für das Deutschtum im Ausland und dem NS-Reichskriegerbund an. Am Zweiten Weltkrieg nahm er teil. 1945 kam er ins Speziallager Nr. 1 Mühlberg, wo er an Erschöpfung und Lungenentzündung starb.
Goldmann war in erster Ehe mit Margarete Jeanette Kastan (1879–1927), der Tochter des jüdischen Reichsgerichtsrats Moritz Kastan (1850–1917) verheiratet. Aus dieser Ehe gingen 1909 Zwillingstöchter hervor. Ein Sohn starb 1918 kurz nach seiner Geburt. 1933 heiratete er Elfriede von Glasenapp (* 1896 in Livland). Aus dieser Ehe ging 1935 eine weitere Tochter hervor. Nach 1945 stellte der Landgerichtspräsident in Bezug auf Goldmanns Weiterbeschäftigung fest: „Die Zusammenarbeit mit Goldmann ist für andere Richter untragbar, da er zwar kein PG war, sich aber gleichwohl als solcher betätigt hat.“

## Ehrungen
- Eisernes Kreuz II
- 1915: Friedrichsorden, Ritterkreuz 2. Klasse mit Schwertern
- Verwundetenabzeichen in Silber
- Frontkämpferehrenkreuz
- 1939: Bulgarische Kriegserinnerungsmedaille
- 1943: Treudienst-Ehrenzeichen

## Veröffentlichungen (Auswahl)

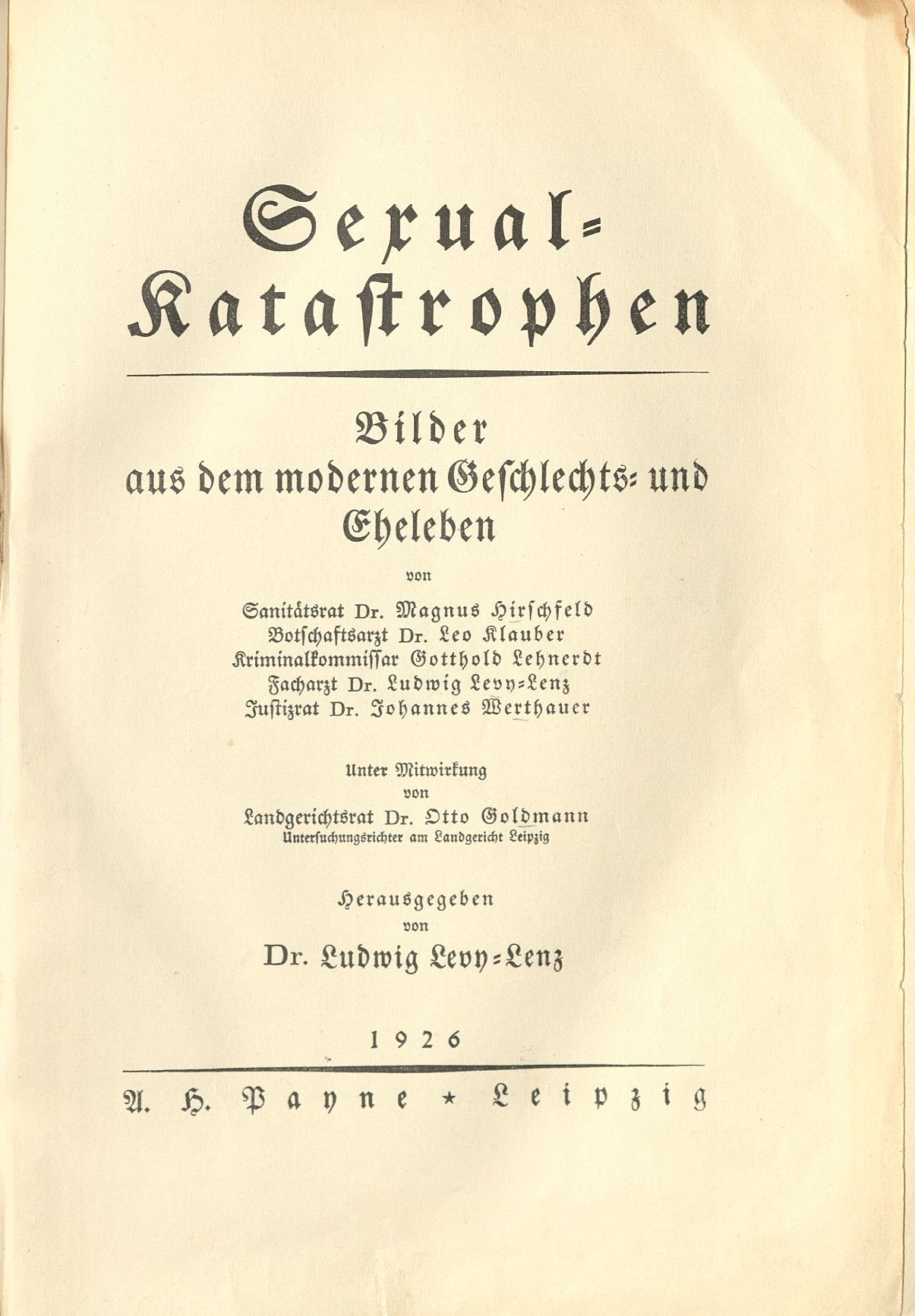
Mitwirkung (1926)

- Die Unterbrechung der Verjährung der Strafverfolgung. Dissertation Universität Leipzig 1909.
- Der Überdetektiv und andere Novellen. Leipzig 1918.[5]
- Hans Vollands Tat. Dresden Leipzig 1919.
- Die rote Maske. Eine seltsame Geschichte. Berlin 1921.
- Der Herr des Äthers. Eine seltsame Geschichte. Stuttgart 1921.
- Das Gespenst. Leipzig 1921. (Online)
- Warum denn weinen...? Eine vergnügte Geschichte. Leipzig 1922.
- Siebzehn und vier. Kriminalroman. 1922.
- Der Henker. Leipzig 1922.
- Nacktheit, Sitte und Gesetz. Eine Abwehr- und Kampfschrift für die Körperkulturbewegung und das Freiluft-Leben. Dresden 1924.
- Staatsanwalt und Circe. Leipzig 1925.
- Die Erotik in der Photographie. 1931.